# 803
Năm 803 là một năm trong lịch Julius.